# Бондар Петро Миколайович (політик)
Бондар Петро Миколайович (близько 1885, Нова Збур'ївка, Дніпровський повіт, Таврійська губернія — після 1918) — член Всеросійських установчих зборів.

## Біографія
Освіту отримав у місцевій народній школі. У 13 років влаштувався на роботу
У 1905—1909 роках — член партії соціалістів-революціонерів,член Одеського обласного комітету.
У 1908 році засуджений до заслання в Ізмаїл. У 1909—1917 роках жив у рідному селі, де працював у кредитному товаристві.
Після Лютневої революції, у 1917 році, стає товаришем Дніпровського повітового комісара. Також був обраний головою повітової ради селянських депутатів.
Обраний членом член Всеросійських установчих зборів по Таврійському виборчому окрузі за списком есерів та Ради селянських депутатів (список № 5). Подальша доля невідома.